# Kritinía
Kritinía är en ort i Grekland.   Den ligger i prefekturen Nomós Dodekanísou och regionen Sydegeiska öarna, i den sydöstra delen av landet, 400 km sydost om huvudstaden Aten. Kritinía ligger 284 meter över havet och antalet invånare är 606.
Terrängen runt Kritinía är varierad. Havet är nära Kritinía åt nordväst. Runt Kritinía är det glesbefolkat, med 9 invånare per kvadratkilometer. Närmaste större samhälle är Émponas, 3,3 km sydost om Kritinía. Trakten runt Kritinía består i huvudsak av gräsmarker.